# アンドレア・マンドルリーニ
アンドレア・マンドルリーニ（Andrea Mandorlini, 1960年7月17日 - ）はイタリア・ラヴェンナ出身の元サッカー選手。現サッカー指導者。

## 選手経歴
1979年2月にトリノでデビューを果たし、アタランタ、アスコリを経て、1984年にインテルに加入、1987-88シーズン後半、ジョヴァンニ・トラパットーニ監督のもと、リベロとして起用されていたダニエル・パサレラからポジションを奪った。1988-89シーズンにはスクデットを、1990-91シーズンにはUEFAカップを獲得した。1991年にインテルを退団した後、ウディネーゼで2年間を過ごし、1993年に現役を引退した。

## 監督経歴
現役引退後の1993年にセリエDのマンツァネーゼの監督に就任し、監督キャリアをスタートさせるも、チームを降格から救うことはできなかった。その後、地元ラヴェンナのアシスタントマネージャーを務めたのち、1998年にトリエスティーナの監督に就任し、監督業を再開した。
2009年11月にルーマニアのクルジュに就任すると、そのシーズンにクラブをリーグ優勝とカップ戦優勝の2冠に導いた。しかし、翌シーズンはスタートに躓き、2010年9月に解任された。
同年11月に当時イタリア3部のヴェローナの監督に就任した。2012-13シーズンにはセリエBで2位となり、ヴェローナを11年振りのセリエAの舞台に導いた。その後2シーズンも安定した成績を残し、2015年6月には契約を2017年6月まで延長した。しかし、2015-16シーズンは開幕から14節を終えても未勝利で最下位に低迷していたため、2015年11月30日に5年間勤め上げた監督職を解任された。
2017年2月19日、16位に低迷するジェノアの監督に就任するも、同年4月10日にリーグ戦4連敗の後に解任された。
2018年4月24日にセリエBのUSクレモネーゼに就任するも、同年11月4日に解任された。

## 監督成績
2021年7月31日現在
| クラブ             | 国             | 就任           | 退任           | 記録 | 記録 | 記録 | 記録 | 記録 | 記録 | 記録 | 記録   |
| クラブ             | 国             | 就任           | 退任           | 試   | 勝   | 分   | 敗   | 得   | 失   | 差   | 勝率   |
| ------------------ | -------------- | -------------- | -------------- | ---- | ---- | ---- | ---- | ---- | ---- | ---- | ------ |
| トリエスティーナ   | イタリアの旗   | 1998年9月17日  | 1999年6月15日  | 36   | 16   | 15   | 5    | 53   | 32   | +21  | 044.44 |
| スペツィア         | イタリアの旗   | 1999年6月15日  | 2002年6月6日   | 134  | 74   | 41   | 19   | 196  | 100  | +96  | 055.22 |
| ヴィチェンツァ     | イタリアの旗   | 2002年6月6日   | 2003年6月10日  | 47   | 18   | 16   | 13   | 73   | 63   | +10  | 038.30 |
| アタランタ         | イタリアの旗   | 2003年6月10日  | 2004年12月6日  | 67   | 24   | 28   | 15   | 88   | 66   | +22  | 035.82 |
| ボローニャ         | イタリアの旗   | 2005年11月9日  | 2006年3月5日   | 17   | 5    | 7    | 5    | 17   | 19   | −2   | 029.41 |
| パドヴァ           | イタリアの旗   | 2006年12月18日 | 2007年6月3日   | 18   | 9    | 4    | 5    | 19   | 12   | +7   | 050.00 |
| ローブル・シエーナ | イタリアの旗   | 2007年6月12日  | 2007年11月12日 | 13   | 1    | 6    | 6    | 13   | 20   | −7   | 007.69 |
| サッスオーロ       | イタリアの旗   | 2008年7月7日   | 2009年6月10日  | 45   | 17   | 16   | 12   | 63   | 53   | +10  | 037.78 |
| クルジュ           | ルーマニアの旗 | 2009年11月15日 | 2010年9月12日  | 35   | 17   | 10   | 8    | 42   | 34   | +8   | 048.57 |
| エラス・ヴェローナ | イタリアの旗   | 2010年11月9日  | 2015年11月30日 | 216  | 92   | 61   | 63   | 307  | 276  | +31  | 042.59 |
| ジェノア           | イタリアの旗   | 2017年2月19日  | 2017年4月10日  | 6    | 1    | 1    | 4    | 3    | 11   | −8   | 016.67 |
| クレモネーゼ       | イタリアの旗   | 2018年4月24日  | 2018年11月4日  | 16   | 3    | 9    | 4    | 20   | 16   | +4   | 018.75 |
| パドヴァ           | イタリアの旗   | 2020年1月20日  | 2021年7月5日   | 55   | 31   | 13   | 11   | 90   | 41   | +49  | 056.36 |
| 合計               | 合計           | 合計           | 合計           | 705  | 308  | 227  | 170  | 984  | 743  | +241 | 043.69 |

## タイトル

### 選手
インテル
- セリエA：1988-89
- スーペルコッパ・イタリアーナ：1989
- UEFAカップ：1990-91

### 指導者
スペツィア
- セリエC2：1999-00

クルジュ
- リーガ1：2009-10
- クパ・ロムニエイ：2009-10
- スーペルクパ・ロムニエイ：2010